# Quận của tỉnh Haute-Loire
3 quận của tỉnh Haute-Loire gồm:
1. Quận Brioude, (quận lỵ: Brioude) với 9 tổng và 100 xã. Dân số của quận này là 42.346 người năm 1990, 41.095 người năm 1999, tăng trưởng dân số là 2.95%.
2. Quận Le Puy-en-Velay, (tỉnh lỵ của tỉnh Haute-Loire: Le Puy-en-Velay) với 17 tổng và 116 xã. Dân số của quận này là 97.328 người năm 1990, và 96.254 người năm 1999, tăng trưởng dân số là 1.1%.
3. Quận Yssingeaux, (quận lỵ: Yssingeaux) với 9 tổng và 44 xã. Dân số của quận này là 66.894 người năm 1990, và 71.764 người năm 1999, tăng trưởng dân số là 7.28%.